# Толстий Врх (Дравоград)
Толстий Врх (словен. Tolsti Vrh) — поселення в общині Дравоград, Регіон Корошка, Словенія. Висота над рівнем моря: 636,5 м.